# ヤイル・ラピド
- ヤイル・ラピド[1][2][3][4]
- ヤイル・ラピッド[5][6][7]
- ヤイル・ラピード[8]
- ヤイール・ラピード[9]
- ヤイール・ラピド[10]

ヤイル・ラピド（ヘブライ語: יאיר לפיד、1963年11月5日–）は、イスラエルの政治家、ジャーナリストである。2013年以降、同国の財務大臣、副首相（輪番制）、外務大臣、第19代首相を歴任した。中道政党イェシュ・アティッドの党首。

## 来歴
1963年11月5日、テルアビブに生まれた。父はジャーナリストで政治家、元法務大臣のヨセフ・"トミー"・ラピド、母は作家のシュラミト・ラピドである。母方の祖父もジャーナリストでイスラエルの日刊紙『マアリヴ』の創業メンバーの一人であった。
テルアビブと英国で成長した。高校はヘルツリーヤの学校に通ったが、学習障害に悩まされ、修了資格バグルートを取得することはできなかった。このことは後の騒動の種となる。

### ジャーナリストとして
その後イスラエル国防軍に服務した際、軍の特派員となったのがジャーナリストとしてのキャリアの始まりであった。
1988年、25歳のとき、イェディオト・アハロノトグループの地方紙の編集者に採用された。
1991年、『マアリヴ』に週刊コラムの掲載をはじめ、その後『イェディオト・アハロノト』へ移った。コラムのタイトル「金はどこだ？」は彼の政治的キャッチフレーズとなった。
1994年からはテレビのトーク番組に出演し知名度を上げた。
ほかにも映画出演、書籍の出版、楽曲への歌詞提供など幅広いジャンルで活躍した。

### 政治家として

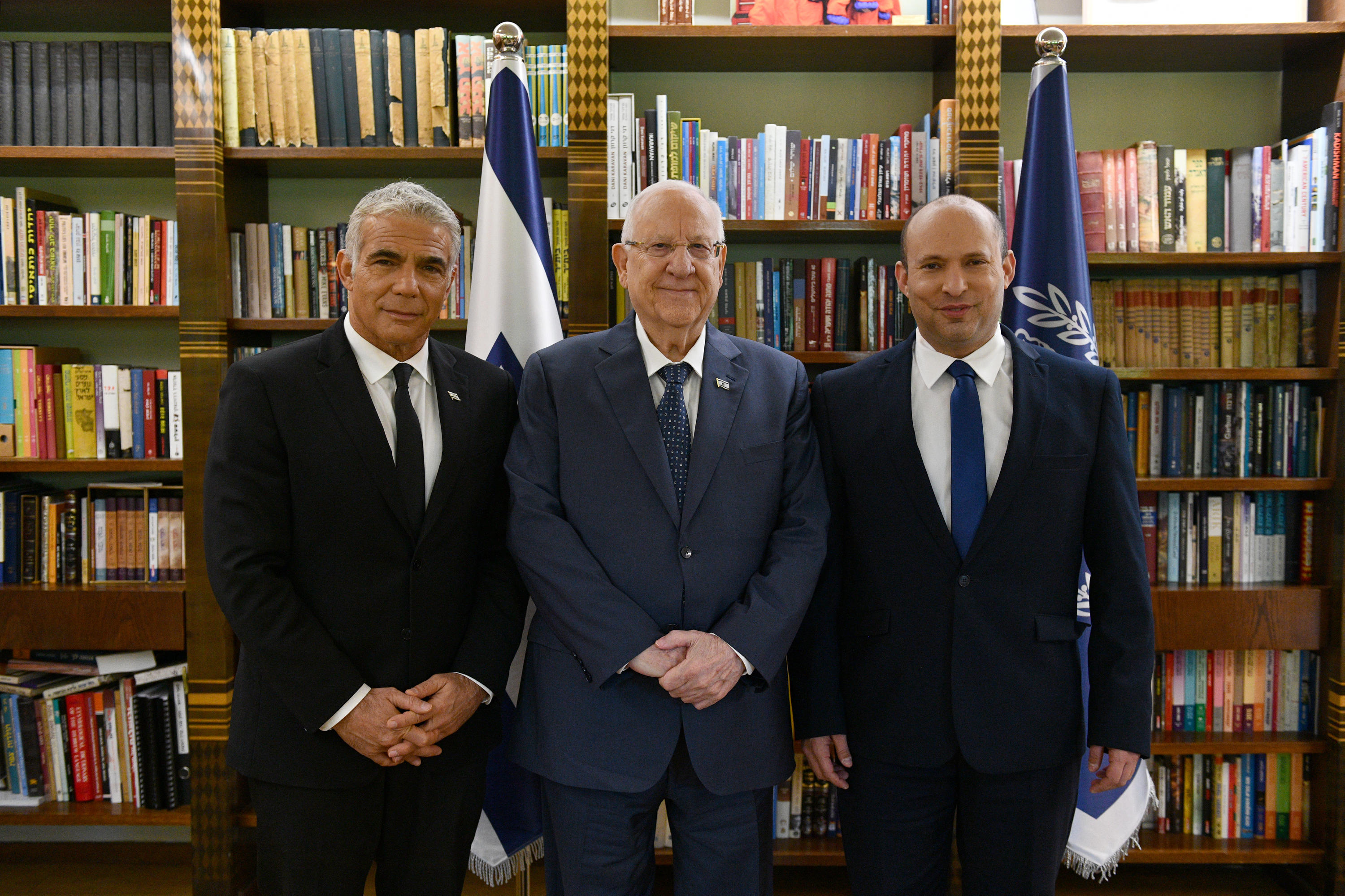
2021年6月、ルーベン・リブリン大統領（中）、ナフタリ・ベネット首相（右）と

2012年1月、ラピドがバル＝イラン大学の解釈学の博士課程への入学が認められたことにつき論争が生じた。博士号取得者は最低でも学士号を取得していなければならないが、ラピドは高校を卒業していなかった。大学は、ラピドのジャーナリズムや執筆の業績を評価し入学を認めたと釈明したが、最終的には国の高等教育評議会によって取り消された。
同じ月、ラピドはジャーナリズムから政治家への転身を表明し、政党イェシュ・アティッドを結成した。イスラエルの中流階級に対して主に経済面にアピールし、翌年1月のクネセト総選挙では予想を上回る19議席を獲得し第二党となった。当時の首相ベンヤミン・ネタニヤフ率いるリクードは第一党の座を得たものの議席数は31にとどまったため、ネタニヤフはイェシュ・アティッド、ユダヤ人の家、ハトヌアと連立政権を形成した。これに伴いラピドは第3次ネタニヤフ政権において財務大臣として入閣した。
2014年12月、ネタニヤフは連立解消、解散総選挙を見据えてラピドを財務大臣から解任した。2015年3月に行われたクネセト総選挙ではイェシュ・アティッドは議席を11に減らし第四党となった。下野したラピドは野党の中心人物として存在感を放ち、2017年に始まるネタニヤフの汚職疑惑においてはその目撃者として積極的に立ち回った。
超正統派に対する兵役免除の是非、また前述の汚職疑惑が争点となり、クネセト総選挙が前倒しで行われる見通しとなった。これを受けて2019年2月、イェシュ・アティッドはイスラエル回復党およびテレムと政党連合青と白を設立した。総選挙の結果、ネタニヤフ率いるリクードと青と白はともに35議席を獲得した。ネタニヤフとリクードは過半数を得るための連立政権を組むことができず、議会は再度解散、9月に総選挙が行われることとなった。この選挙では青と白は33議席で第一党となったものの、やはり過半数を得るための連立政権樹立には至らず、2020年3月、三たび前倒しのクネセト総選挙が行われた。この結果、リクードが36議席で第一党に復帰、青と白は33議席で第二党となった。COVID-19によるパンデミックもあり、青と白の共同代表でイスラエル回復党党首のベニー・ガンツはリクードと合流し政権入りすることとなった。これに反発したラピドらは青と白から離脱、テレムと合流し政党イェシュ・アティッド・テレムを設立したが2021年1月に分裂した。
2021年3月、2年間で4度目となるクネセト総選挙が行われた。この選挙でリクードは30に議席を減らす一方、イェシュ・アティッドは17議席を獲得した。離れた第二党ではありながら、ラピドはナフタリ・ベネットらの政党連合ヤミナほかと幅広い連合を組むことに成功した。2021年6月にベネットの内閣が成立し、ラピドは外務大臣に就任するとともに輪番制首相となった。多党で形成されたベネット連立政権のかじ取りは難航し離反が相次ぐ形となったため、2022年6月20日、ベネットの首相辞任、議会解散のうえ前倒しのクネセト総選挙を行う方針が決定されるとともに、連立時の合意に従ってラピドがベネットに代わり首相に就任することとなった。7月1日付で首相に就任。11月1日に執行されたクネセト総選挙でイェシュ・アティッドは24議席と前回よりは増えたもののリクードを中心とする右派連合が過半数の64議席を得たため、11月3日にラピドはネタニヤフに対し祝意を伝え敗北を認めた。
2023年10月7日に勃発した対ハマース戦争に際しては直後よりネタニヤフ首相に対し、政治的な相違を棚上げし専門的で限定的な緊急政府を共に樹立する意思があることを伝えた。翌8日には国家団結のベニー・ガンツ代表（前国防相）と共にネタニヤフとの協議に臨み、その中で戦争に対処するため臨時に統一政府を樹立することが議題に上った。2野党は挙国一致内閣で対処することには同意したものの、ラピドは現在のネタニヤフ内閣の構成では極端で機能不全状態にあるとして極右の宗教シオニスト党と強いイスラエルを挙国一致内閣からは排除するようネタニヤフに要望したが、与党リクードに断られたこともあり、10月11日に発足した挙国一致の戦時内閣には参加を見送った。11月15日には地元テレビ局のチャンネル12ニュースに対してネタニヤフ政権は機能していないとして退陣を要求した。

## 政治スタンス
中道政治を標榜し、パレスチナ問題については二国家解決を志向している。平等主義の観点から、超正統派への兵役免除に対しては強く反対している。
イスラエルで制度化されていない民事婚を推進する立場であり、2015年には法案化までこぎつけたものの議会で否決された。
外交面では、「アブラハム合意」を推進する方針を示している。2021年6月にはイスラエル外相として初めてアラブ首長国連邦を訪れたほか、8月にはイスラエル外相として2003年以来となるモロッコ訪問を行った。アブダビ、マナーマのイスラエル大使館もラピドが外相時代に開設されている。

## 人物
1980年代半ばに結婚した女性との間に一人息子、その後再婚した女性との間に2人の子供がいる。
2013年4月、Time誌の選ぶ世界で最も影響力のある100人に選ばれた。
2013年9月、『フォーブス』誌のイスラエル版はラピドの純資産を2200万シェケルと推定した。
空手は黒帯の腕前である。